# 756

## Esdeveniments
- Pipí el Breu derrota els llombards, encapçalats per Desideri, que amenaçaven el papa Esteve II. A través de la Donació de Pipí, el monarca carolingi entrega part dels dominis llombards al papat que esdevindran la base dels Estats Pontificis.
- 16 de desembre, Xina: comença la Rebel·lió d'An Lushan.